# Luther Mártona zsítek
Luther Mártona zsítek (Življenje Martina Lutra) je knjiga Pavla Lutra o življenju Martina Lutra v prekmurščini iz 1900. Lutar je v tem času živel v Monoštru. Njegova knjiga je bila izdana v Balassagyarmatu.
V predgovoru avtor govori o namenu svoje knjige: to je za spomin očetu evangeličanske vere in njegovim velikim težavam za krščanstvo.
Predgovor

Premáli je broj oni evangelicsánov szlovenszkoga nároga nasega, kí bi popolnoma znali: zakaj sze oni evangelicsánci ali lutheránye zovéjo, i sto je bio on szdrcsen i bogábojécsi mouzs, kí je med jezero vihérmi protivníkov szvoji znouvics preszvejto po evangeliumi Krisztusovom ono sztezo, po steroj szi eden vszáki grejsnik brezi vszej szvétcov pomoucsi i szredbensztva iszkati i naidti nebeszko blájzsensztvo i zvelicsanye szvoje?

Tou szo bilí oni zroki, steri szo mené nadignoli na popíszanye eti lísztouv.

V-Monostri Jakobescseka 1. 1900.

SZPRAVITEL.
Lutar ne rabi črk ô, ê, s katerimi so označili dvoglasnike v prekmurski evangeličanski književnosti, ampak izpiše dvoglasnike ou in ej.
1934 se je objavila druga in večja prekmurska knjiga o življenjepisu Martina Lutra od Janoša Flisarja Luthera žitka spis z-slikami, ki je napisana s slovenskim črkopisom.

## Povezave
1. ↑  1. julij, 1900.